# Міхару

37°26′28″ пн. ш. 140°29′34″ сх. д. / 37.44111° пн. ш. 140.49278° сх. д.
Міха́ру (яп. 三春町, みはるまち, МФА: [mʲihaɾu mat͡ɕi̥]) — містечко в Японії, в повіті Тамура префектури Фукусіма. Станом на 1 жовтня 2008 площа містечка становила 72,76 км². Станом на 1 січня 2009 населення містечка становило 18 565 осіб.